# Oscinimorpha breviclypeata
Oscinimorpha breviclypeata är en tvåvingeart som beskrevs av Cherian 1990. Oscinimorpha breviclypeata ingår i släktet Oscinimorpha och familjen fritflugor. Inga underarter finns listade i Catalogue of Life.